# John Rutledge
John Rutledge (ur. 17 września 1739, zm. 21 czerwca 1800) – amerykański prawnik i polityk.

## Zarys działalności
W latach 1776–1778 i 1779–1782 dwukrotnie pełnił urząd Gubernatora Stanu Karolina Południowa. Był również sygnatariuszem Konstytucji Stanów Zjednoczonych. Kandydował w wyborach prezydenckich w 1789. Głosowało na niego 6 z 69 przedstawicieli w Kolegium Elektorów.
W latach 1790–1791 był jednym z pierwszych sędziów Sądu Najwyższego Stanów Zjednoczonych. W 1795 przez cztery miesiące był tymczasowym prezesem tego sądu z nominacji prezydenta George’a Washingtona, jednak nie uzyskał ostatecznej akceptacji senatu.